# Mimagetocera
Mimagetocera là một chi bọ cánh cứng trong họ Chrysomelidae.
Chi này được miêu tả khoa học năm 1936 bởi Maulik.

## Các loài
Chi này gồm các loài:
- Mimagetocera flava (Jacoby, 1904)